# Volkov (cráter)

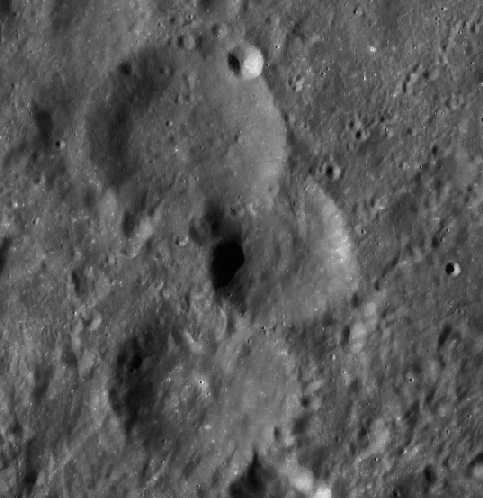
Fotografía de la misión Lunar Reconnaissance Orbiter

Volkov es un cráter de impacto localizado en la cara oculta de la Luna. Se encuentra al norte del prominente cráter Tsiolkovskiy, y al este-sureste de Dobrovol'skiy. Superpuesto al borde suroriental de Volkov se halla el cráter satélite Volkov J. Los dos se han combinado para formar una figura con forma de ocho. El cráter Lander está unido al borde suroeste de Volkov J, convirtiendo la formación en un triple cráter.
|  |

El borde exterior de Volkov está moderadamente erosionado, con un pequeño cráter atravesando el sector noreste del brocal y un hueco en el sureste donde se une a Volkov J. Las paredes interiores carecen relativamente de rasgos significativos, con unos diminutos cráteres que marcan la superficie. El suelo interior del cráter es rugoso, con colinas bajas y unos pequeños cráteres.
Su nombre se debe al cosmonauta ruso-soviético Vladislav Vólkov que murió en la misión Soyuz 11 el 30 de junio de 1971 durante el regreso del vehículo a la Tierra.

## Cráteres satélite
Por convención estos elementos son identificados en los mapas lunares poniendo la letra en el lado del punto medio del cráter que está más cercano a Volkov.
|        | \| Volkov \| Coordenadas \| Diámetro \| \| ------ \| ------------------------------- \| -------- \| \| F \| 13°30′S 134°00′E / -13.5, 134.0 \| 10 km \| \| J \| 14°24′S 132°24′E / -14.4, 132.4 \| 32 km \| |          |
| Volkov | Coordenadas | Diámetro |
| F      | 13°30′S 134°00′E / -13.5, 134.0 | 10 km    |
| J      | 14°24′S 132°24′E / -14.4, 132.4 | 32 km    |